# Partito Comunista del Territorio Libero di Trieste
Il Partito Comunista del Territorio Libero di Trieste (PCTLT; in sloveno Komunistična partija Svobodnega tržaškega ozemlja, KPSTO, in croato Komunistička partija Slobodnog teritorija Trsta, KPSTT) è stato un partito comunista del Territorio Libero di Trieste. Venne fondato nel 1945, originariamente col nome di Partito Comunista della Venezia Giulia (PCVG; in sloveno Komunistična partija Julijske krajine, KPJK), dalla fusione dalle sezioni locali del Partito Comunista Italiano e del Partito Comunista di Slovenia. Organi di stampa erano il quotidiano Il Lavoratore e il Delo (in lingua slovena).
Al momento della sua fondazione, il partito, di cui Rudi Uršič e il partigiano Branko Babič erano i principali esponenti, era favorevole all'integrazione della regione alla Jugoslavia, in contrasto con la linea del PCI e del suo segretario Palmiro Togliatti, che si opponeva alle rivendicazioni jugoslave. Nel 1947, quando il Territorio Libero di Trieste venne formalmente costituito, il partito cambiò nome in PCTLT/KPSTO.
A seguito della rottura tra Tito e Stalin e della conseguente risoluzione del Cominform del 28 giugno 1948, che stabiliva l'espulsione della Lega dei Comunisti di Jugoslavia, il PCTLT subì una scissione della corrente titoista capeggiata da Branko Babič. La corrente cominformista infatti riuscì ad ottenere la maggioranza del Comitato Centrale, e segretario del PCTLT divenne Vittorio Vidali, ex agente del Comintern. Babič e i titoisti, dunque, diedero vita al Fronte Popolare Italo-Sloveno (FPIS). Vidali era rientrato in Italia dal Messico nel 1946 ed era stato inviato a Trieste, nel 1947, direttamente da Togliatti con lo scopo preciso di ricondurre i comunisti triestini sotto l'influenza politica del PCI, in particolare per quanto riguardava il futuro statuale del TLT.
Dalla risoluzione del Cominform del 1948 in poi, il PCTLT era presente esclusivamente nella Zona A del TLT (nella Zona B, amministrata dalla Jugoslavia, non ebbe agibilità politica); il FPIS, maggioritario nella Zona B, era invece minoritario nella Zona A. Nella Zona A, alle elezioni del 12 giugno 1949, il PCTLT ottenne 43.587 voti, mentre il FPIS, 5.344 voti. Nella Zona B, alle elezioni per i Comitati Popolari del 16 aprile 1950 nella Zona B, il FPIS ottenne l'89,29 % dei voti.
Nel 1954, l'amministrazione civile della Zona A del TLT viene assegnata all'Italia, e nel 1957 il PCTLT cessa di esistere divenendo, dopo il VI Congresso, che si svolge dal 28 al 30 giugno 1957, la Federazione Autonoma Triestina del Partito Comunista Italiano (PCI), unica Federazione Autonoma nella storia del Partito Comunista Italiano, mentre nella parte annessa alla Repubblica Socialista Federale di Jugoslavia diventano sezioni della Lega dei Comunisti di Jugoslavia.

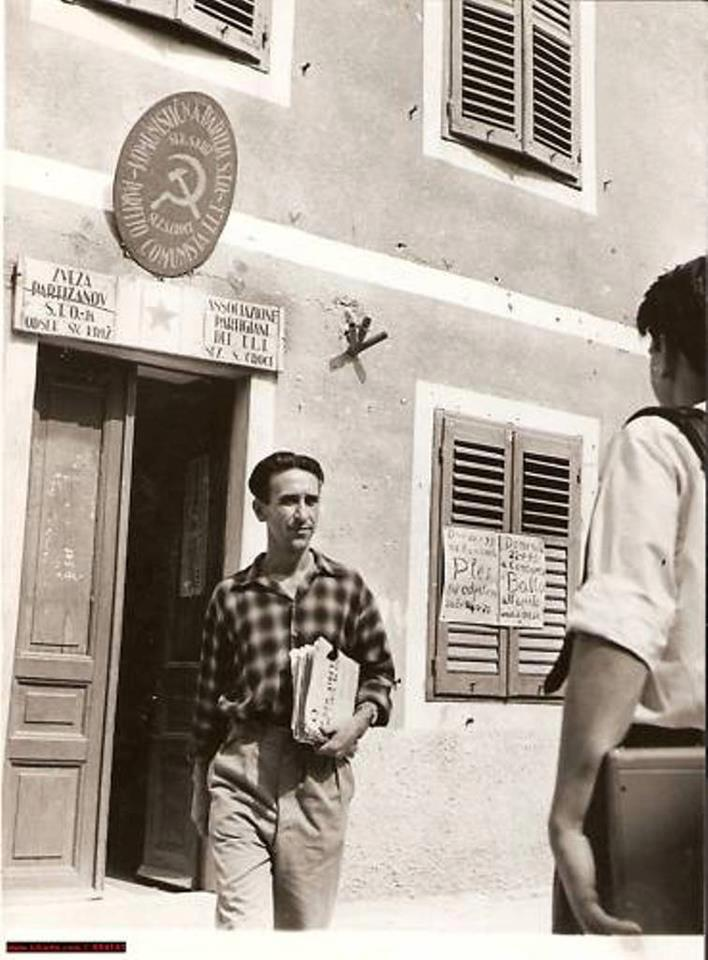
La sezione di Santa Croce di Trieste del Partito Comunista del Territorio Libero di Trieste: notare tutte le scritte in italiano e sloveno

## Risultati elettorali
| Elezione            | Elezione            | Voti   | %    | Seggi   |
| Amministrative 1949 | Amministrative 1949 | 35 568 | 21,1 | 13 / 60 |
| Amministrative 1952 | Amministrative 1952 | 30 978 | 17,3 | 6 / 60  |